# Araripeneuridae
Araripeneuridae (лат.) — семейство вымерших насекомых из надсемейства Myrmeleontoidea отряда сетчатокрылых, живших во времена мелового периода. Насекомые средних размеров, длина крыльев 12—37 мм. Антенны короткие, к вершине утолщаются. По жилкованию Araripeneuridae напоминали нитекрылок. Семейство насчитывает 28 видов в составе 13 родов, большая часть из которых была найдена на территории Бразилии. Также находки семейства известны из нижнемеловых отложений Монголии и из бирманского янтаря.